# Santiago de Alcántara
Pour les articles homonymes, voir Santiago (homonymie).
Santiago de Alcántara est une commune de la province de Cáceres dans la communauté autonome d'Estrémadure en Espagne.